# Cancer for the Cure
Cancer for the Cure är en musiksingel och låt av den amerikanska musikgruppen Eels. Låten kommer från albumet Electro-Shock Blues från år 1998. Sången kom med till soundtracket på filmen American Beauty.
Singeln släpptes i Storbritannien år 1998 på CD och 7".

## Låtlista
1. Cancer For The Cure
2. Everything's Gonna Be Cool This Christmas
3. Exodus Part III